# Ghiacciaio Fleming
Il ghiacciaio Fleming (in inglese Fleming Glacier) è un ghiacciaio lungo circa 46 km situato sulla costa di Rymill, nella parte occidentale della Terra di Palmer, in Antartide. Il ghiacciaio, il cui punto più alto si trova a circa 965 m s.l.m., fluisce in direzione ovest-nord-ovest, scorrendo tra i picchi Bristly, a nord, e i picchi Garcie e il monte Leo, a sud, fino ad entrare nel ghiaccio pedemontano Forster, poco a est di dove una volta si trovava la piattaforma glaciale Wordie, disintegratasi nel 2009.

## Storia
Il ghiacciaio Fleming fu mappato durante una ricognizione effettuata dalla spedizione britannica nella Terra di Graham (1934-37), comandata da John Rymill, e fu poi fotografato durante una ricognizione aerea effettuata il 29 settembre 1940 da alcuni membri del Programma Antartico degli Stati Uniti d'America. Nel 1947 il ghiacciaio fu così battezzato dal Comitato consultivo dei nomi antartici in onore di W. L. S. Fleming, decano del Trinity Hall, dell'Università di Cambridge, nonché geologo membro della suddetta spedizione di Rymill.